# Bob Brady
Robert A. Brady (Filadelfia, 7 aprile 1945) è un politico statunitense, membro della Camera dei Rappresentanti per lo stato della Pennsylvania dal 1998 al 2019.

## Biografia
Figlio di un poliziotto irlandese, Brady non proseguì gli studi dopo il diploma e trovò lavoro come carpentiere. In seguito aderì al Partito Democratico e fu attivo nella politica locale, soprattutto nella città di Filadelfia.
Nel 1997 il deputato Thomas M. Foglietta, in carica da diciassette anni, rassegnò le dimissioni dalla Camera dei Rappresentanti per accettare l'incarico di ambasciatore in Italia. Brady allora si candidò per il seggio e riuscì a vincere le elezioni speciali, approdando così al Congresso. Da quel momento venne riconfermato dagli elettori per dieci mandati, con percentuali di voto mai inferiori all'80%, finché nel 2018 annunciò la propria intenzione di non concorrere per la rielezione e si ritirò a vita privata.
Nel 2007 si candidò a sindaco di Filadelfia, ma venne sconfitto nelle primarie.
Brady si configura come un democratico di vedute liberali.